# Zadeldak

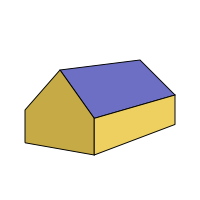
Schema zadeldak

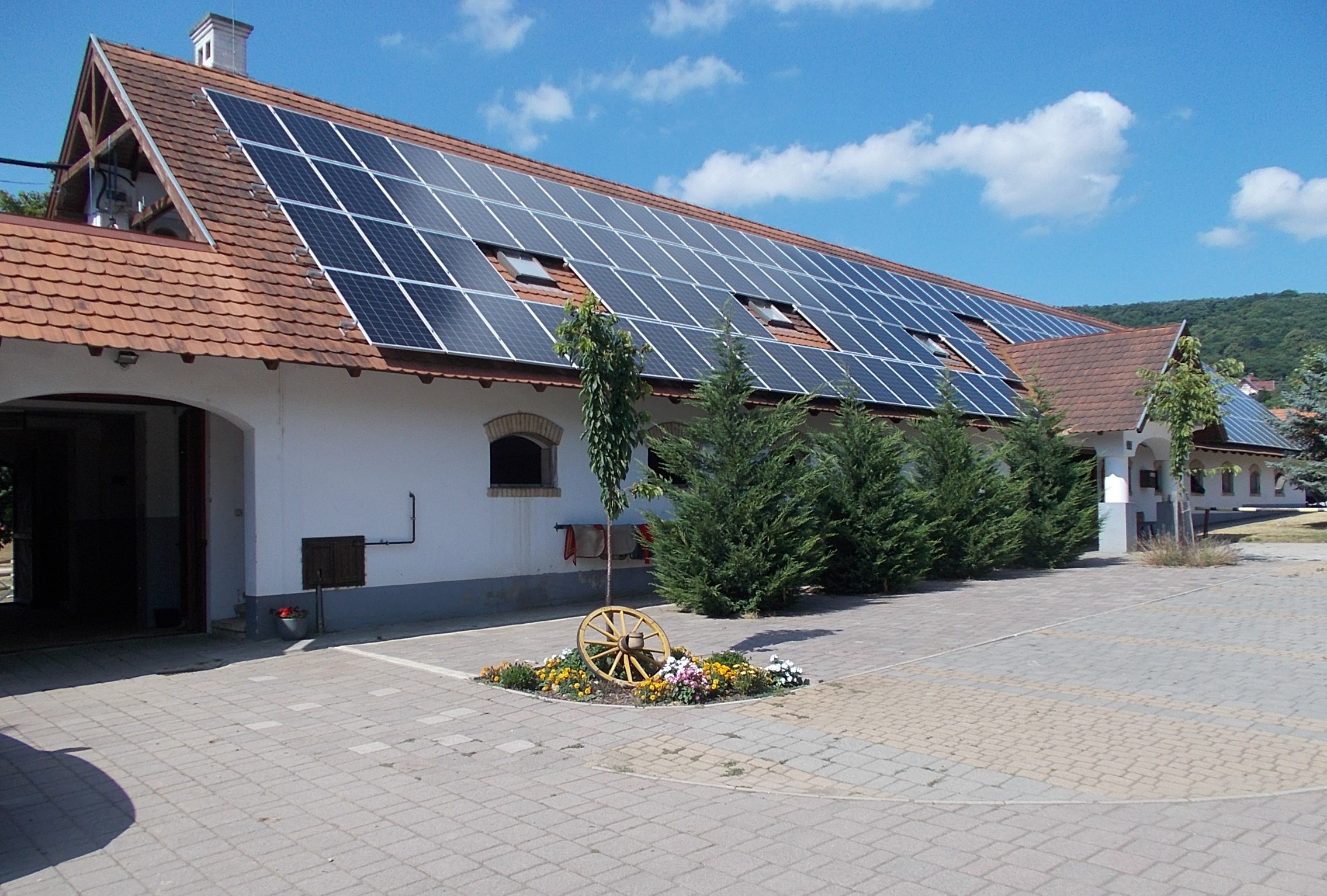
Paardenstal met zonnepanelen, Sümeg (Hongarije)

Een zadeldak is een zeer gangbaar type dak, dat bestaat uit twee tegen elkaar geplaatste hellende dakschilden die elkaar in de nok snijden. Als de dakschilden ongelijk van lengte zijn, spreken we van een mank of asymmetrisch zadeldak. Als de dakschilden parallel aan de voorgevel lopen, spreken we van een dwarsdak.

## Toepassing
Deze dakvorm is vanwege zijn eenvoud het meest voorkomende type woningdak in grote delen van Europa, met name bij traditionele ontwerpen. Afhankelijk van de oriëntatie ten opzichte van de zon leent het zadeldak zich goed voor plaatsing van zonnepanelen. Tussen de keerkringen vereist dat een vrij plat dak, op hogere breedtegraden moet het dak voor een optimaal rendement puntiger zijn vanwege de lagere stand van de zon. 
Een nadeel van het zadeldak is de windgevoeligheid: de topgevels krijgen veel winddruk te verduren. In de traditionele bouwpraktijk, waar men zuinig was met materiaal, werd de gevel in winderige gebieden niet verzwaard, maar werd de druk afgeleid met afschuiningen: het wolfsdak, met een bovenaan afgeschuinde punt, of het schilddak, met een volledige afschuining tot aan de dakgoot. Door de extra driehoeken die daarbij ontstaan zijn deze typen niet alleen qua vorm, maar ook door hun constructie beter bestand tegen de winddruk.
Minder algemeen zijn kerktorens met een zadeldak, de zadeldaktorens.

## Opbouw
Een met pannen gedekt zadeldak wordt traditioneel opgebouwd uit onder andere:
- spanten met gordingen;
- het dakbeschot;
- de pannenlatten op tengels voor de dakpannen.

De moderne uitvoering bestaat uit zelfdragende dakelementen die van goot tot nok lopen. Deze elementen zijn dan voorzien van isolatie, een dampremmende laag en panlatten.

## Galerij

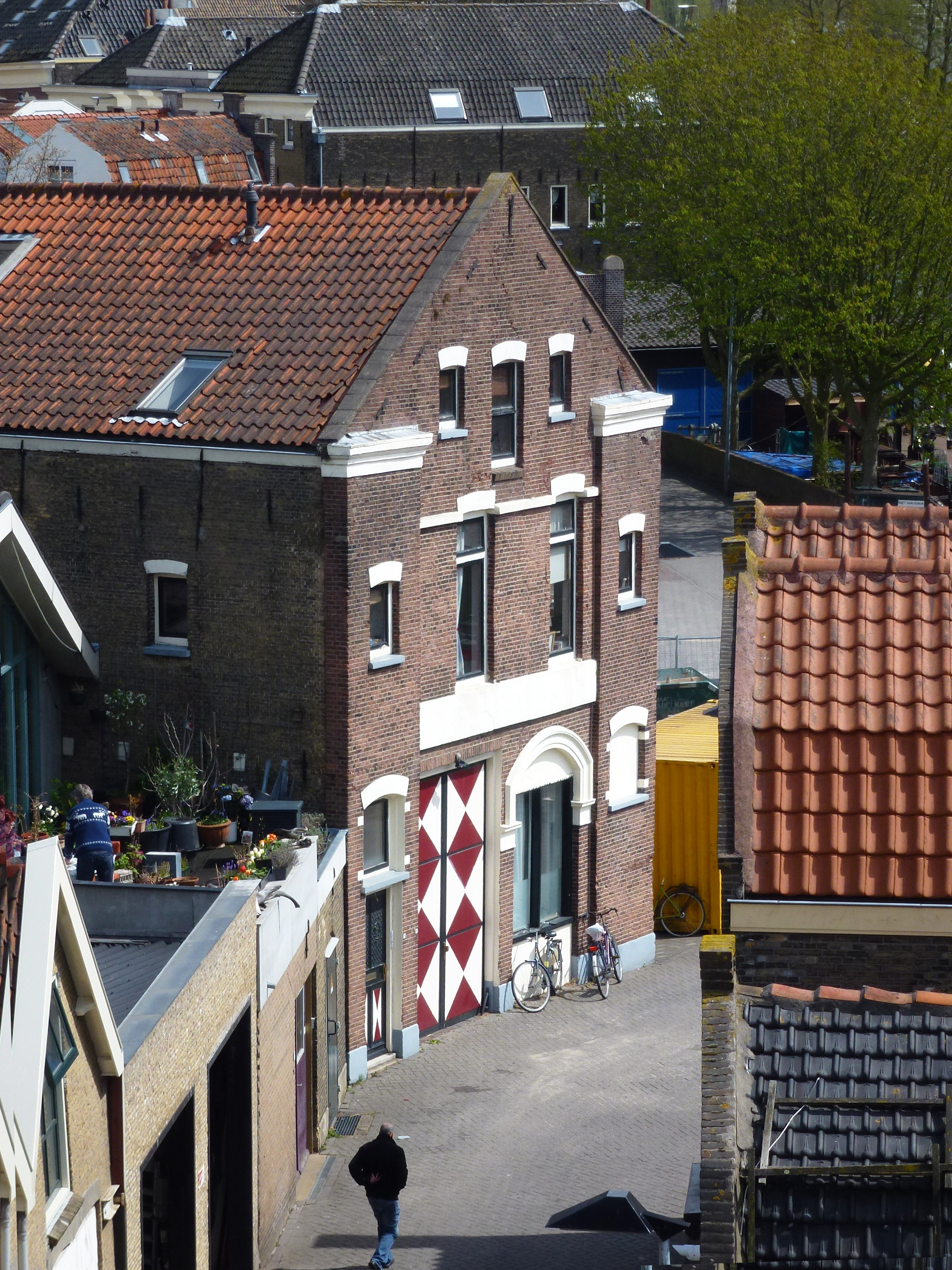
Zadeldak in Gouda
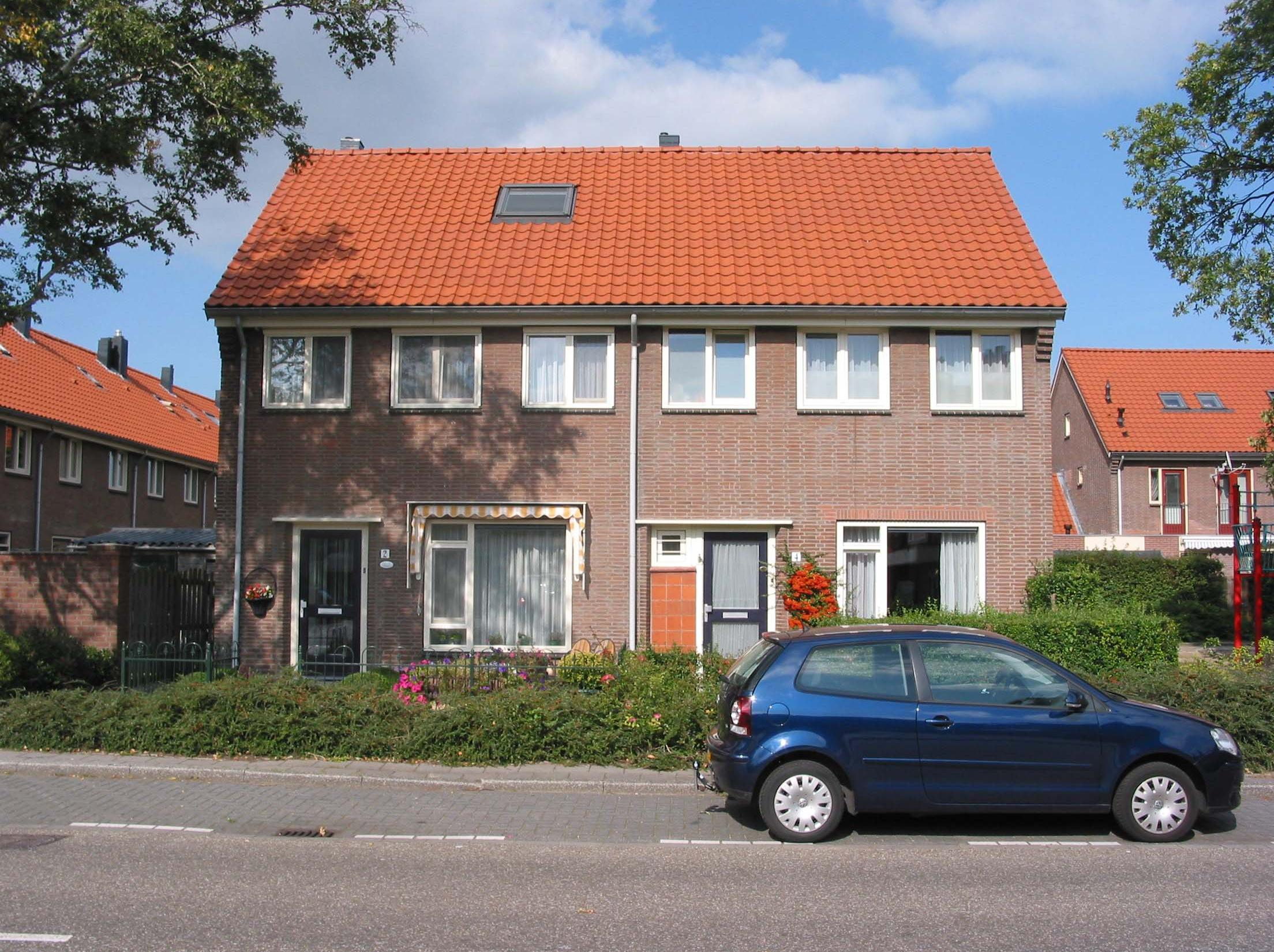
Woningen met zadeldak in Amstelveen
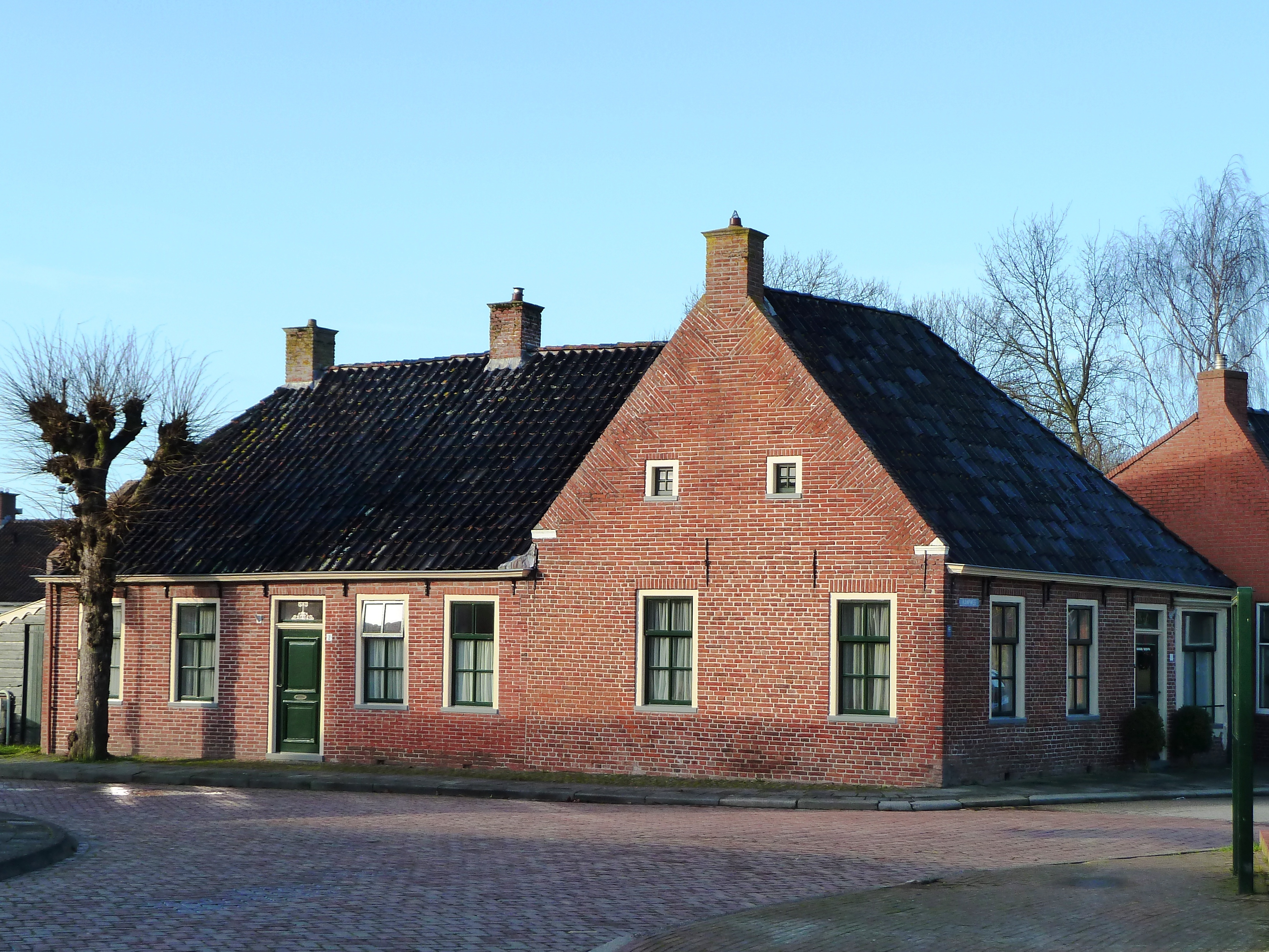
Woonhuis met zadeldak tussen de topgevels
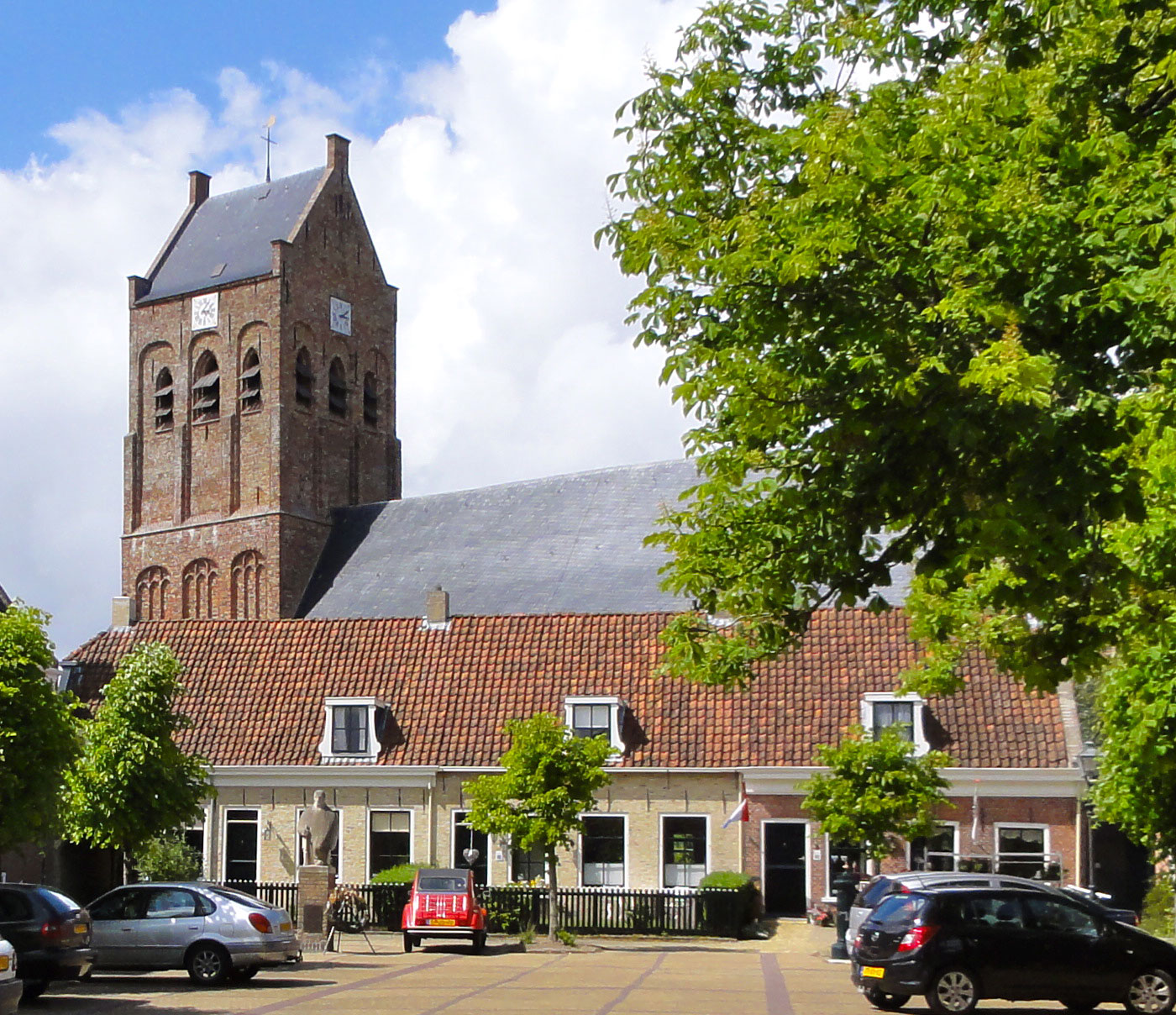
Toren in Ferwerd met zadeldak
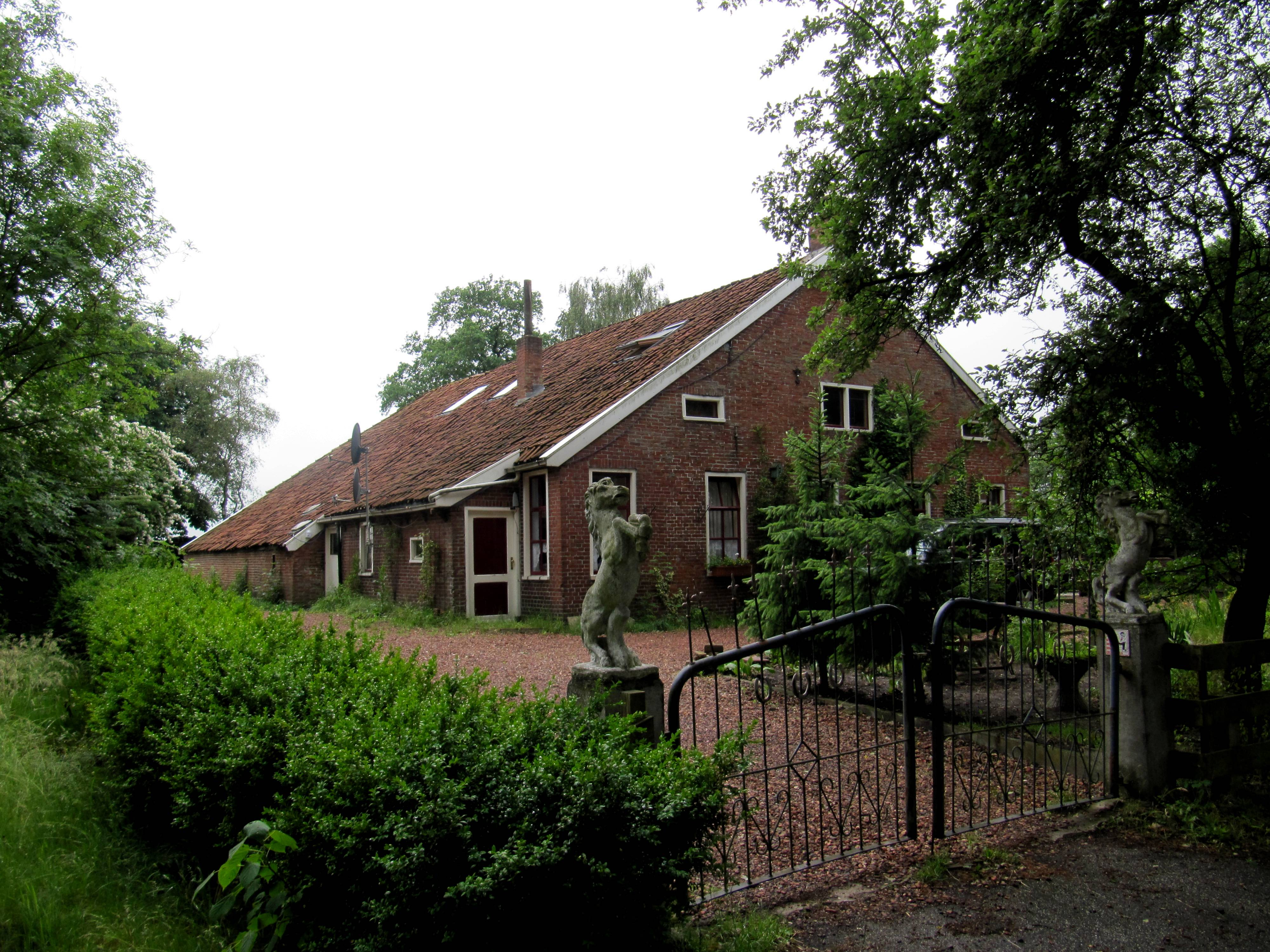
Boerderij met zadeldak in Vriescheloo
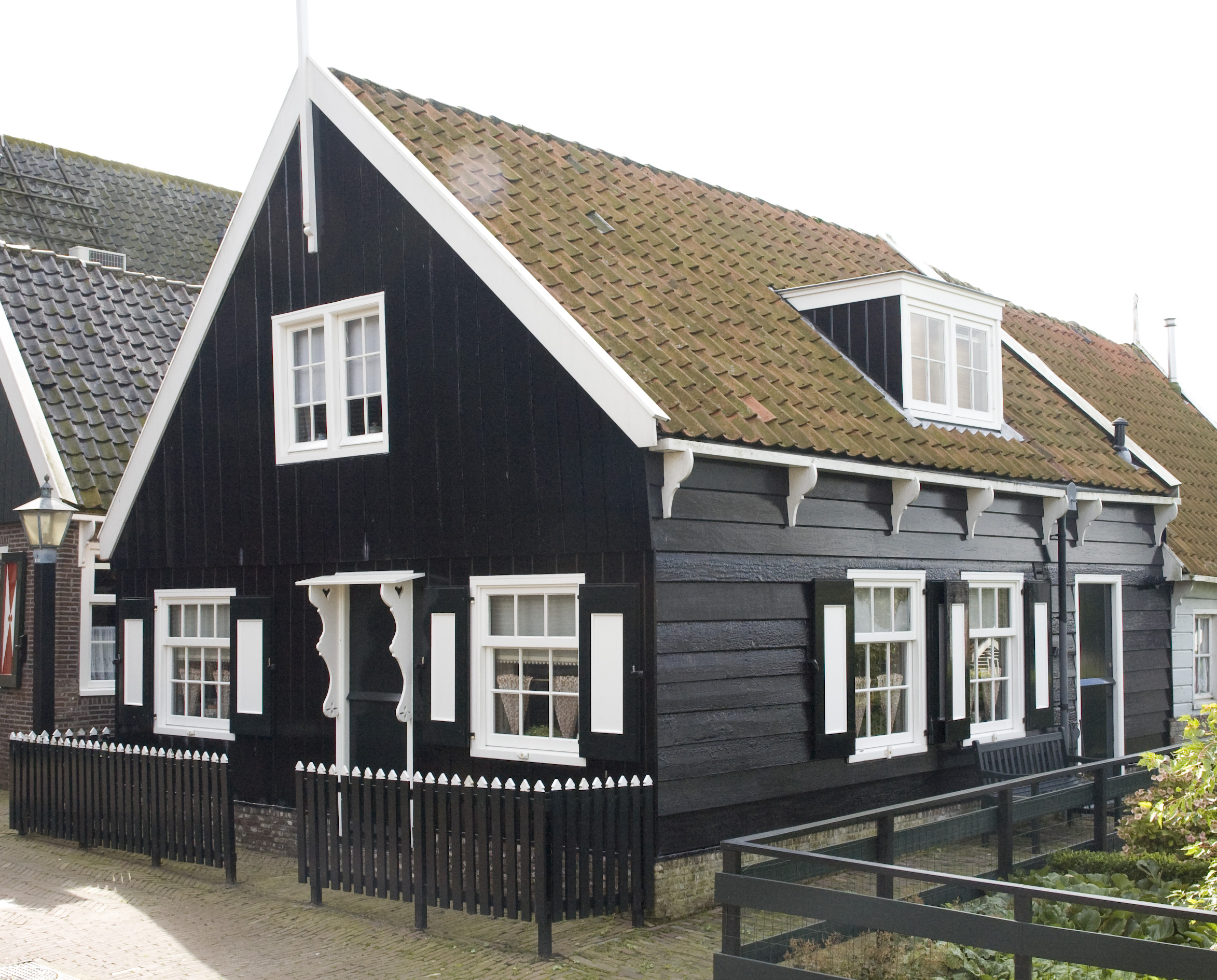
Zadeldak in Marken
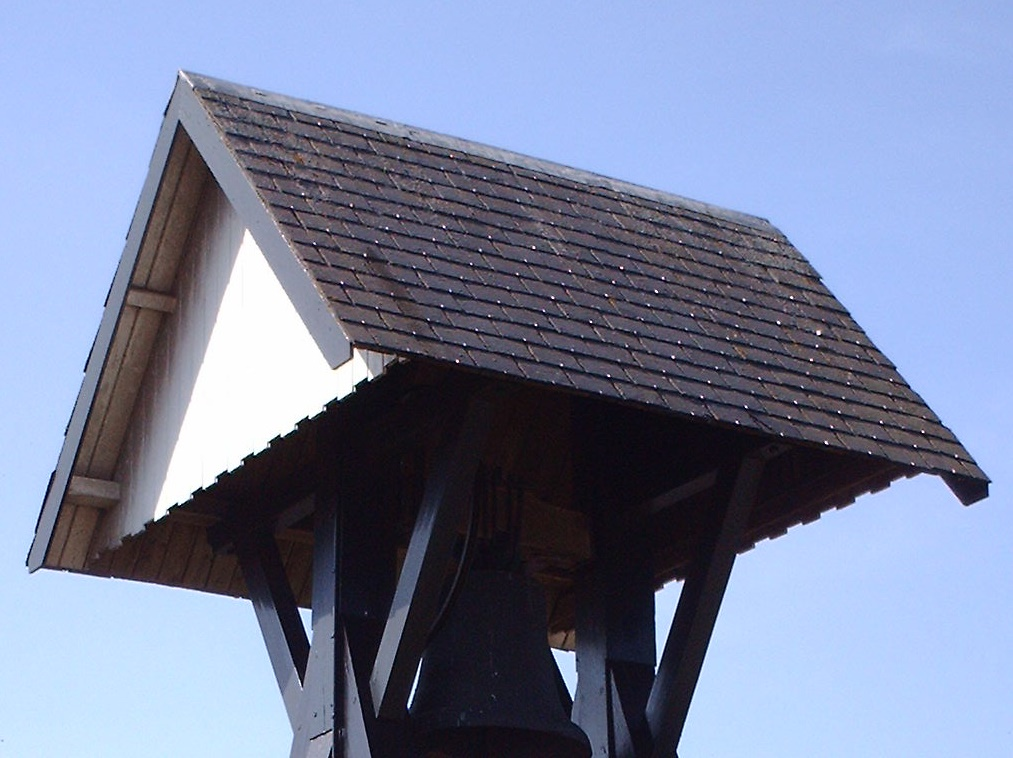
Klokkenstoel met zadeldak
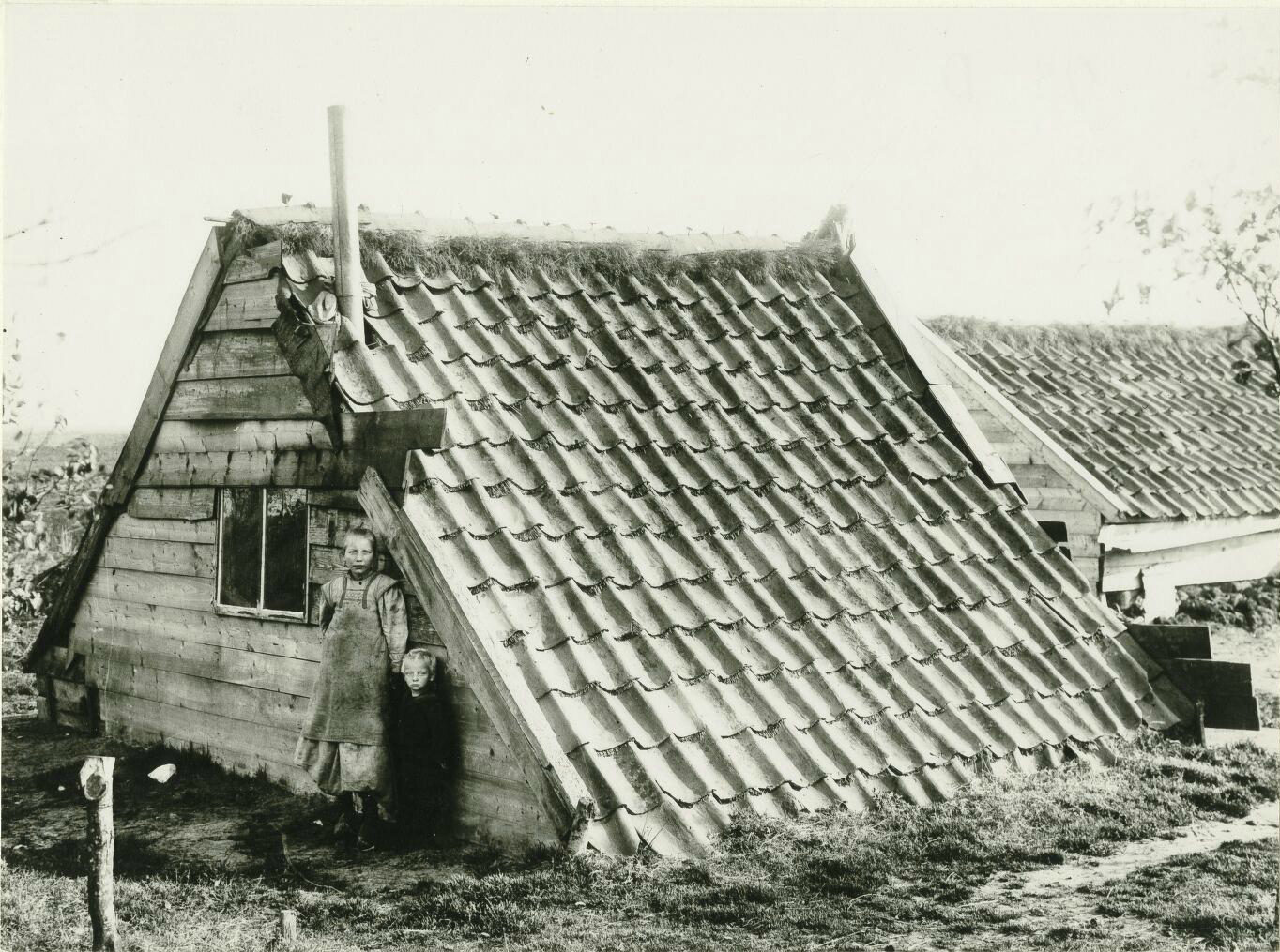
Hut met zadeldak in Lieskemeer
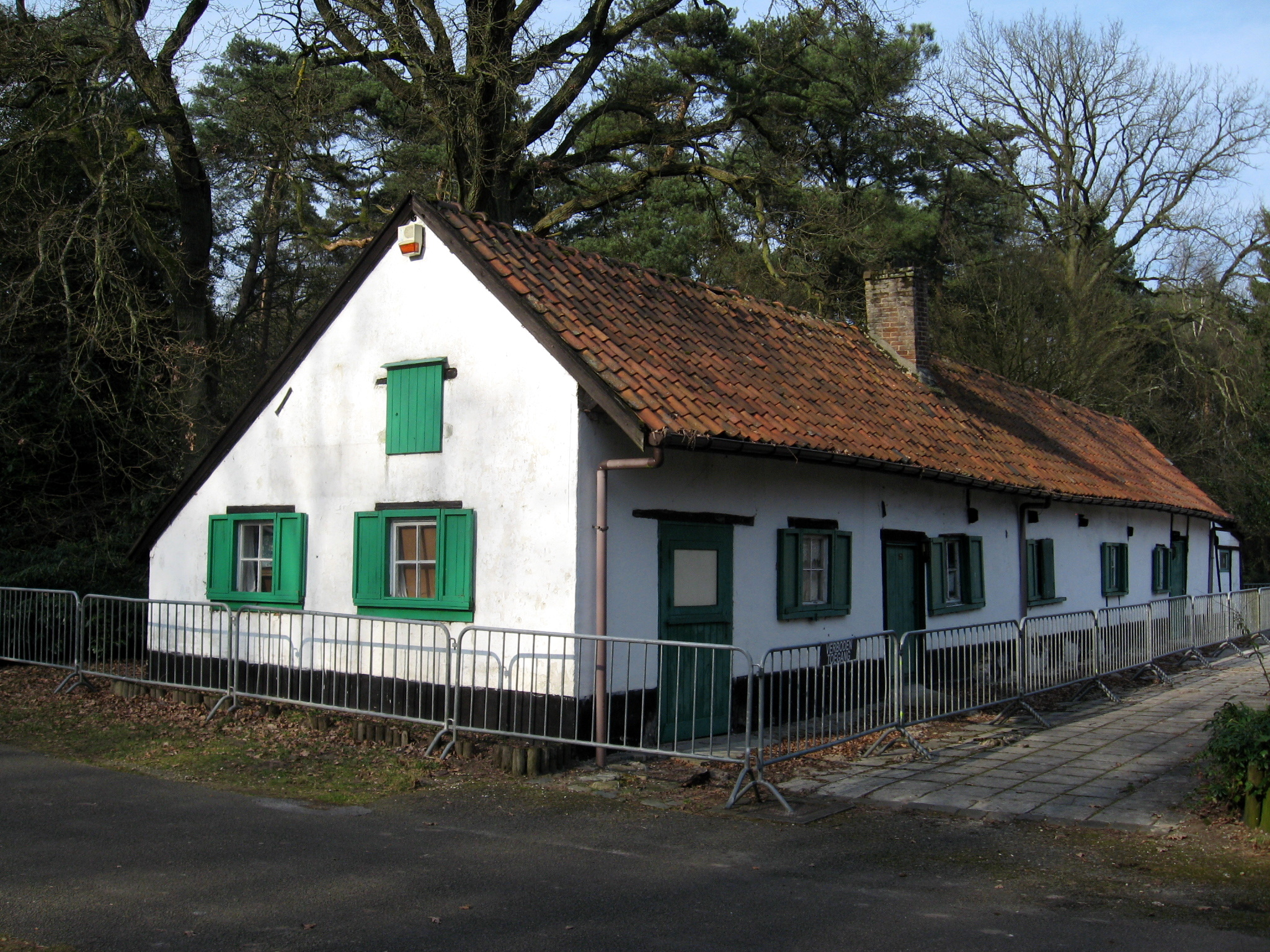
Hoeve met een mank zadeldak